# Pou amb capelleta
Un pou amb capelleta és un clot excavat per arribar a la capa freàtica, amb un paretó que I'envolta (coll) i que es tanca amb una coberta de pedra en sec anomenada capelleta. Se sol situar en un repla muntanyó, a un coster marjat dedicat al conreu de I'olivera i sol estar construït de lloses calcàries.
S'empra per captar aigua pel consum humà i animal.
En trobam un exemple a s'Hort Nou (Alaró, Mallorca).

## Parts
- Planta de forma circular
- Coberta: el coll presenta una capelleta amb coberta allindanada formada per una superposició de lloses. A la llosa interior que tapa la capelleta hi ha encastat un ganxo d'on es penjava la corriola.
- Paraments: el parament interior del clot és de pedra Ileugerament adobaba amb reble darrere i arriba a una profunditat de 3 m per 97 cm de diàmetre. El coll i la capelleta s'alcen 1,90 m del terra i presenten la pedra adobada i col·locada de pla.
- Obertures: la capelleta presenta una obertura de forma allindanada que permet accedir a l'aigua. L'obertura està configurada per dues lloses que formen la lIinda i el lIindar, mentre que els brancals són superposicions de lloses.